# Sobre las figuras de Venus
Sobre las figuras de Venus (De figuris Veneris) es una antología de escritos eróticos griegos y de romanos, analizados objetivamente y clasificados por temas.
El clasicista alemán Friedrich Karl Forberg (1770-1848) lo publicó por primera vez en 1824 en latín y griego como un comentario al poema Antonii Panormitae “Hermaphroditus”, de Antonio Beccadelli (1394-1471), una secuencia poética erótica escrita en latín renacentista). Más tarde el comentario se publicó como una obra separada (De figuris Veneris: ‘acerca de las figuras de Venus’). Concluye con una lista de 95 posiciones sexuales.
En 1899, Charles Carrington la tradujo al inglés.
En 1907, Charles Hirsch realizó una nueva traducción al inglés.
Más tarde se publicó en francés ―ilustrada por Édouard-Henri Avril (1848-1928)― y en alemán.